# Abba Mari
Pour les articles homonymes, voir Abba Mari (homonymie) et Astruc.
Abba Mari de Lunel (hébreu : אבא מארי הירחי Abba Mari HaYarhi ; provençal/shuadit : En Astruc de Lunel) est un rabbin provençal du XIIIe siècle (1250-1306).
Il est principalement connu pour être l’un des instigateurs de la seconde controverse anti-maimonidienne.

## Éléments biographiques

### Première période
Abba Mari ben Moshe ben Yosseph ben Meshoullam ben Jacob descend d'une éminente famille judéo-provençale, réputée pour son savoir, dans les domaines traditionnels et profanes. Lui-même maîtrise la philosophie, le Talmud et la poésie hébraïque.
Arrivé à Montpellier, l'un des grands centres du judaïsme provençal à l'époque, il y découvre que l'étude des savoirs rabbiniques est négligée par les jeunes au profit de la science et de la philosophie. La méthode rationaliste poursuivie par cette nouvelle école de Maïmonidiens (au rang desquels se comptent Levi ben Abraham ben Hayyim de Villefranche, qui est probablement le grand-père de Gersonide, et Jacob Anatolio, gendre ou beau-frère de Samuel ibn Tibbon) l'indigne particulièrement, car leurs sermons et traités semblent vouloir expliquer l'ensemble des Écritures par le recours à l'allégorie, et pourraient menacer la foi juive ainsi que l'observance de la Loi. Par ailleurs, bien qu'il connaisse l'œuvre de Maïmonide et en cite l'auteur avec révérence, Abba Mari est plus enclin vers le mysticisme de Nahmanide. 
Observant sincère des rites et coutumes, croyant convaincu des doctrines de la révélation et de la divine providence, il s'oppose à la tentative d'élever Aristote, le « chercheur de Dieu parmi les païens » au rang de Moïse. Cependant, son zèle pour la Loi le rend aux yeux de beaucoup excessif, voire franchement persécuteur de tous ceux qui se font les avocats du libre-examen.

### La controverse autour des écrits de Maïmonide
Sans autorité suffisante par lui-même, il en appelle dans de nombreuses lettres à l'autorité la plus influente de son temps, le rabbin Salomon ben Adret de Barcelone (dit le Rashba), et lui enjoint de lutter contre la « source du mal, » c'est-à-dire le recours exagéré à ces systèmes rationalistes (qui dépassent en réalité la pensée de Maïmonide) et à la lecture allégorique de la Bible, car elles menacent la croyance aux miracles. Entièrement d'accord avec Abba Mari sur les dangers que font peser ces nouvelles doctrines sur la foi juive, le Rashba lui conseille de coordonner les efforts en vue de défendre la Loi. Abba Mari obtient par son entregent des alliés de poids, parmi lesquels les frères Crescas et Bonafos Vidal. C'est ce dernier qui propose de faire interdire, sous peine d'excommunication, l'étude de la philosophie et de toute autre science que la médecine avant d'avoir atteint une certaine maturité tant en âge qu'en connaissance rabbinique. Cependant, lorsque la lettre rédigée par le Rashba et signée de la main de quinze autres rabbins est lue devant la communauté de Montpellier, en septembre 1304, elle se heurte à l'opposition de Jacob ben Makhir ibn Tibbon, astronome et traducteur renommé, qui proteste contre une telle ingérence de la part des rabbins de Barcelone. Vingt-huit membres signent la lettre d'approbation d'Abba Mari, tandis que les autres se rallient aux Tibbonides et adressent une missive de réprimande au Rashba et à ses collègues pour avoir condamné toute une communauté sans connaître les conditions locales. La question divise l'ensemble de la population juive du Sud de la France et d'Espagne. 
Cependant, le Rashba reçoit aussi des lettres d'encouragement de rabbins de L'Argentière et de Lunel, ainsi que de Kalonymos ben Todros, nassi (« prince ») de la communauté de Narbonne. Par ailleurs, Abba Mari s'adresse au rabbin Asher ben Yehiel, autre autorité éminente de son temps, qui a récemment immigré en Espagne, qui presse également le Rashba d'agir. 

Celui-ci émet un décret, signé par trente-trois rabbins de Barcelone, excommuniant pour cinquante ans toute personne s'adonnant à l'étude de la physique ou de la métaphysique avant l'âge de trente (en se basant sur un principe établi par Maïmonide lui-même), qu'il fait promulguer à la synagogue le chabbat correspondant au 26 juillet 1305 (à Barcelone, et non à Montpellier, car l'excommunication y nécessite l'accord des autorités séculières, qu'Abba Mari n'a pas pu obtenir). Les Tibbonides émettent sans tarder un contre-décret. L'affaire menace de prendre des proportions catastrophiques lorsque les éléments progressistes envisagent de faire appel aux autorités civiles.

### Dernières années
La dispute prend abruptement fin à la suite d'une calamité imprévue pour les Juifs, à savoir leur expulsion du royaume de France en 1306, sous le règne de Philippe le Bel. Les Juifs de Montpellier trouvent refuge en Provence, à Perpignan ou à Majorque. Abba Mari lui-même s'établit à Perpignan après avoir transité par Arles. C'est là qu'il publie sa correspondance avec le Rashba et ses collègues, qu'il intitule Min'hat Kenaot. On ne sait pas grand-chose sur la fin de sa vie.

## Œuvres

### Min'hat Kenaot
Le Min'hat Kenaot (hébreu: מנחת קנאות, « Oblation de jalousie » ou « de zèle ») existe en plusieurs versions manuscrites, à Oxford (Neubauer, Bodleian Catalogue of Hebrew MSS, n° 2182 & 2221), Paris (BnF n° 976), Saint-Pétersbourg, Parme et Turin, ainsi que dans la bibliothèque Günzburg et au Ramsgate Montefiore College Library (ce dernier manuscrit ayant été anciennement catalogué sous le nom de Halberstam, n° 192). Certaines de ces versions ne sont que des fragments. 
Une édition imprimée a été préparée par M.L. Bislichis (Presburg, 1838). Elle contient : 
- une préface, où Abba Mari explique les raisons qui l'ont menée à rassembler et présenter sa correspondance.
- un traité de 18 chapitres,
- la correspondance proprement dite,
- un traité, appelé Sefer HaYarhi,
- et une défense du Guide des Égarés (et de son auteur) par Shem Tov Falaquera.

#### Traité des 18 chapitres
Dans le traité suivant, il montre que l'étude de la philosophie, utile en elle-même pour acquérir la connaissance de Dieu, nécessite de grandes précautions, de crainte d'être trompé par la philosophie aristotélicienne et ses interprétations fallacieuses, en particulier en ce qui concerne les principes de la creatio ex nihilo (« création à partir de néant ») et de providence divine individuelle. Abba Mari y souligne aussi trois doctrines du judaïsme qu'il considère comme cardinales : 
1. la reconnaissance de l'existence de Dieu et de Sa souveraineté absolue, ainsi que de son éternité, unité et incorporéalité, tel qu'ils sont enseignés dans la révélation, et en particulier dans le Décalogue,
2. la création du monde à partir du néant par Lui, qui se manifeste en particulier par le chabbat,
3. et la providence divine particulière, qui s'est manifestée par les miracles rapportés par la Bible.

#### Contenu de la correspondance
La correspondance comprend un peu moins de 150 lettres, les manuscrits contenant douze lettres non incluses dans la version imprimée. Ainsi, dans la lettre n° 33, Abba Mari se plaint de n'avoir pu retrouver deux lettres qu'il comptait insérer ; le manuscrit de Ramsgate (lettre n° 52) contient la même phrase, mais aussi les deux lettres, absentes de la version imprimée.
Bien qu'elle soit principalement centrée sur le débat autour des restrictions à l'étude de la philosophie aristotélicienne, d'autres points, notamment théologiques, sont abordés. Par exemple, les lettres n° 1, 5 & 8 contiennent une discussion sur la question de savoir si l'utilisation d'une pièce de métal frappée de la figure d'un lion (symbole de Juda) comme talisman, est permise par la Loi juive pour des besoins médicaux ou est à proscrire en tant que pratique idolâtre.
Le Minh'at Kenaot présente, outre son sujet propre, un intérêt historique, car il donne un grand éclairage sur les problèmes du judaïsme de l'époque, la question de la relation entre religion et philosophie, qui n'a pu être résolue ni par les tenants de la foi ni par ceux du libre-examen, car les congrégations manifestaient, parfois ouvertement, leur indépendance vis-à-vis des décisions rabbiniques, le pouvoir détenu par l'Église de dicter à ses sujets ce qu'ils devaient croire ou respecter, etc.
Les dernières lettres (n° 131 & 132) contiennent les élégies écrites par Abba Mari à la mort du Rashba (1310), de Don Vidal Salomon (c'est-à-dire Menahem Hameïri), et de Don Bonet Crescas (Meshoullam ben Makhir), auquel il était apparenté).

#### Sefer HaYarhi
Dans le Sefer HaYarhi (« Livre du Lunellois »), dont le contenu est également reproduit dans la lettre n°58 de l'édition imprimée, Abba Mari réitère l'intérêt de la philosophie, mais il insiste sur les nombreuses précautions que prenaient les anciens rabbins avant et pendant l'enseignement de ses mystères, et qui étaient recommandées par des figures telles que Haï Gaon, Moïse Maïmonide lui-même et David Kimhi.

### Autres
Abba Mari serait, selon Azaria di Rossi, l'auteur de l'élégie récitée lors du jeûne du 9 Av, intitulée Avo lèèssof mena'hot, ainsi que d'un commentaire sur le chant de Pourim d'Isaac ibn Ghiyyat, et d'un traité de loi civile. 
Le manuscrit de Ramsgate contient en outre un responsum d'Abba Mari sur un point rituel (lettre n° 136).

## Postérité
Abba Mari aura au moins un fils, Salomon ben Abba Mari, auteur d'un traité de grammaire intitulé Leshon Limmoudim, où apparaissent pour la première fois, à l'exception du po'el, les sept racines verbales utilisées depuis en conjugaison hébraïque.

## Source
Cet article contient des extraits de l'article « ABBA MARI BEN MOSES BEN JOSEPH DON ASTRUC (En Astruc) OF LUNEL » par Kaufmann Kohler & Michael Friedländer de la Jewish Encyclopedia de 1901–1906 dont le contenu se trouve dans le domaine public.